# Пиацаторе
Пиацато̀ре (на италиански: Piazzatorre; на ломбардски: Piassatòr, Пиасатор) е село и община в Северна Италия, провинция Бергамо, регион Ломбардия. Разположено е на 868 m надморска височина. Населението на общината е 393 души (към 2018 г.).